# Colin McRae: Dirt 2
Colin McRae: Dirt 2 (Dirt 2 utanför Europa) är ett racingspel till Windows, Playstation 3, Wii, Xbox 360, Nintendo DS och Playstation Portable. Det är uppföljaren till Colin McRae: Dirt som lanserades 2007. Spelet annonserades 19 november 2008 och lanserades i september 2009. Det utvecklas och publiceras av Codemasters.
Spelet har också många knytningar till kända rallyförare världen över. Förare som bland annat Ken Block och Dave Mirra finns med i spelet.
Colin McRae: Dirt 2:s soundtracks är en blandning av rock, metal och pop.